# Малороссы
Малоро́ссы (малоро́сы, малору́сы, малору́ссы, малороссийцы, малороссия́не, или южно-русы, малороссийский народ; также нем. Kleinrussen, англ. Little Russians и другие) — исторический этноним, образованный от топонима Малороссия ( Μικρὰ Ῥωσία). В современных исследованиях рассматривается как один из этнонимов украинцев в Российской империи после упразднения Гетманской автономии в 1765 году.
Термин «малороссы» использовался в качестве самоидентификации и идентификации извне и пережил ряд кардинальных трансформаций на протяжении XVIII — начала XX веков. Считается, что само понятие «малоросс», хотя и появилось несколько ранее, получило широкое распространение с начала XVIII века среди населения Гетманщины в составе Российской империи на почве его объединения с великороссами общим монархом и православной верой.
Ранее в письменных источниках для идентификации населения Киевской Руси использовались этнонимы «русь» или «русины». К XIX веку оно трансформировалось в обозначение населения Малороссии, левого берега Днепра. Согласно официальной государствообразующей концепции Российской империи, малороссы представляли собой одну из трёх ветвей общерусского народа (наряду с великороссами и белорусами). Во второй половине XIX и начале XX века в связи с распространением украинской идентичности термин «малороссийский» («малорусский») стал употребляться реже. В период проведения советской властью политики коренизации этноним «малороссы» утратил легитимность и в широком употреблении повсеместно был заменён этнонимом украинцы.
В украинском национальном дискурсе термин «малоросс» и в наши дни продолжает оставаться для некоторых политически нагруженным, несущим сугубо негативный смысл.

## Происхождение и развитие понятия
Появление термина Малая Русь относится ко временам после монгольского нашествия, когда Русь оказалась разделена на Северо-Восточную Русь (Владимиро-Суздальскую, преобразованную позднее в Московскую) и Юго-Западную (Галицко-Волынскую). Византийские церковные и государственные деятели, общавшиеся с раздроблённой надвое Русью, стали применять к этим двум частям Руси географические термины классической древности: страна Малая и страна Великая, означавшие то, что Малой землёй (Малая Русь) именуют метрополию того или иного этноса, а Великой (Великая Русь) — земли, на которые из этой метрополии расселился этот народ. Начиная с позднего XV века православные книжники как в Юго-Западной, так и в Северо-Восточной Руси всё чаще употребляли слово Русь в греческой форме «Рос(с)ия». Термин Малая Рос(с)ия и производный от него этнохороним обрели особое распространение после заключения Брестской унии 1596 года, когда в ходе межконфессиональной борьбы православные Речи Посполитой начали возрождать идеи о единстве культуры, веры и происхождения «славенороссийского народа». После вхождения Гетманщины в состав Русского царства термины Малороссия и малороссияне/малороссы использовались прежде всего в официальных документах, а также в среде православного духовенства. В простонародном языке самоназванием оставались главным образом слова «русин», «руський».
Согласно предположению А. Котенко, О. Мартынюка и А. Миллера своеобразный момент «седлового времени» для определения «малоросса/Малороссии/русского/России» наступил в начале XVIII века. Появление в русском языке этого понятия на рубеже XVII—XVIII веков связывается исследователями с влиянием исторических процессов, происходивших в это время вокруг Киева. Именно в XVIII веке, пишут авторы, в русский язык постепенно проникают «малороссияне/малоросийцы/малороссиянцы/малороссы» причём определяется ими это понятие как типичное раннемодерное географическое значение жителей, уроженцев данной территории, не имеющее этнической основы. Отмечается бессистемность применения данного термина на протяжении всего XVIII века.

## Часть государствообразующего народа Российской империи
Малороссы официально в рамках Российской империи считались одной из трёх частей концепции государствообразующего общерусского народа. Как правило, в среде дореволюционных историков для обозначения таких составных частей общерусского народа применялся термин «ветка», «ветвь», иногда — «племя». Согласно результатам Всероссийской переписи населения 1897 года малороссы составили 17,8 % населения Российской империи или 22,3 млн человек.
Основное расселение малороссов по губерниям Российской империи представляло такую картину:

Киевская губерния — 2,819 млн. (79 %)

Полтавская губерния — 2,583 млн. (92 %)

Подольская губерния — 2,242 млн. (80 %)

Волынская губерния — 2,019 млн. (70 %)

Харьковская губерния — 2,009 млн. (80 %)

Черниговская губерния — 1,526 млн. (66 %)

Херсонская губерния — 1,462 млн. (53 %)

Екатеринославская губерния — 1,456 млн. (68 %)

Холмская губерния — 446,839 тыс. (50 %)

Кубанская область — 908,818 тыс. (48 %)

Таврическая губерния — 611,121 тыс. (42 %)

Ставропольская губерния — 319,817 тыс. (36 %)

Воронежская губерния — 915,883 тыс. (36 %)

Область Войска Донского — 719,655 тыс. (28 %)

Курская губерния — 527,778 тыс. (22 %)

Гродненская губерния — 362,526 тыс. (22 %)

Бессарабская губерния — 379,698 тыс. (19 %)

Амурская область — 21,096 тыс. (17 %)

Черноморская губерния — 9,252 тыс. (16 %)

Люблинская губерния — 196,476 тыс. (16 %)

Приморская область — 33,326 тыс. (15 %)

Астраханская губерния — 133,115 тыс. (13 %)

Энциклопедический словарь Брокгауза и Ефрона (том 18А, 1896 год), описывал малороссов следующим образом:

Малороссы (в антр. отнош.), или южно-русы, — одна из трёх русских народностей, превышающая, по численности, в 4 раза белорусов и уступающая в 2 ⅓ раза великорусам. Некоторые видят в М. потомков древних полян, угличей, тивердов, древлян и других южно-русских племен; но, по-видимому, большинство этих племен исчезло ещё в начале русской истории, подвергшись разорению и смешению с тюркскими кочевниками (половцами и др.), а затем страна была опустошена монгольско-татарским нашествием, причем все оставшееся население бежало на запад. Здесь, в Галиции и на Волыни, и сложилась, по-видимому, малорусская народность (Малая Россия), выступающая уже отчетливо, с особенностями своего языка, в XIV в. отсюда она заселила, мало-помалу, все Приднепровье, дав начало различным украинским говорам.

Вместе с тем в Энциклопедического словаря Гранат статьи «Малороссия» и «Малороссы» отсутствуют, а в статье «Украина» (том 42, 1917 год), указывается, что термин «малорусский язык» в течение последних 30-40 лет практически был вытеснен термином «украинский язык».
В Российской империи было принято выделять антропологические и физические и бытовые отличия малоросов от других русских народностей. Русским антропологом Дмитрием Анучиным отмечалось, что особенностями малоросов является их более высокий средний рост (на 1-4 см выше, чем белорусы и великороссы), высокий процент темноволосых людей (60-70 %), темноглазых (хотя встречается и достаточное число голубоглазых), длина ног (особенно бёдер):31. «Не подлежит сомнению, что малороссы должны были воспринять в себя немало крови древних тюркских народов южной России — во всяком случай более, чем великорусы, которые зато ассимилировали многие финские народности. Антропологическое различие проявляется, отчасти, и в темпераменте, и в характере, на которые, впрочем, могли ещё иметь влияние окружающая природа и весь ход истории, иной, чем на севере. Как бы то ни было, малоросы отличаются от великорусов многими чертами своего умственного и нравственного склада, своим отношением к религии, к женщине, к семье, к собственности и т. д.» — писалось о малороссах в словаре Брокгауза и Эфрона.
Трудно переоценить важность изучения этнографической истории народов России. Видное место в ней занимает труд действительного члена Русского географического общества Густава-Теодора Паули (1817—1867), немца по происхождению, известного в России под именем Фёдор Христианович. В фундаментальном сводном труде по этнографии всех народов России, включая малороссов, созданном на уникальных коллекциях Географического общества и изданным в 1862 году под заглавием «Description ethnographique des Peuples de la Russie» («Этнографическое описание народов России») Паули писал:

Нынешние малороссы происходят от туземного населения, они сохранили древнюю веру своих предков, и до отделения Малороссии от России жили вместе с русскими — единоверной и братской нацией. Малороссы суть, так сказать, народ древнейших времен, предающийся мечтаниям о прошлом и отрицающий настоящее вместе с нынешним прогрессом. Вместе с тем, земли, которые они населяют, удачно расположенные на юге, несомненно сохранили несметные богатства, которые в будущем приведут малороссов к процветанию. Малороссы остались свободными от внешних влияний и сохранили чистоту нации.— Густав-Теодор Паули, русский этнограф
Господствующие в официальной среде Российской империи подходы к рассмотрению племенного единства великороссов, малороссов и белорусов исключали какие-либо представления малороссов как инородцев. Малороссы не считались инородцами в Российской империи, и исключались из таких трактовок даже радикальными правыми националистическими организациями, такими, как Союз русского народа Александра Дубровина. В ряде организаций подобного характера, как, например, Киевский клуб русских националистов, малороссы занимали большинство должностей и находились на главенствующих ролях.

## Совмещение с понятием «украинец» и потеря легитимности
Как пишут исследователи А. Котенко, О. Мартынюк и А. Миллер, для части группы, члены которой идентифицировали себя малороссами, начинает утрачиваться легитимность этого понятия, и оно начинает заменяться понятием украинец. Одновременно с тем, подобная смена привела к сопротивлению (порой весьма ожесточённому) той части группы, для которой малоросс оставался легитимным понятием самоидентификации, а также «со стороны официальных властей империи и русского общественного мнения». Е. Фомина полагает, что «украинский вопрос», как противовес «общерусскому проекту», согласно которому восточные славяне в совокупности составляли единую русскую нацию, встал во второй половине XIX века в результате развития украинофильства и оформления его политической программы эмансипации от общерусской народности.
Несмотря на то, что малороссийская идентичность ещё в 1917—1921 годах продолжала оставаться господствующей:131, с распадом Российской империи официальный статус малороссов потерял легитимность.
Вместе с тем, имел место ряд актов ожесточённого сопротивления оспариванию легитимности понятия малороссы, к которым может быть отнесена деятельность Киевского клуба русских националистов, в частности одного из его лидеров, малоросса Анатолия Савенко (автора брошюры «Украинцы или малороссы?»), Василия Шульгина, а также ряда представителей консервативной малороссийской интеллигенции, в частности Тимофея Флоринского, Андрея Стороженко и ряда других политических, общественных и культурных деятелей бывшей Российской империи. Политическая ситуация для сторонников сохранения малороссийской идентичности складывалась неблагоприятно, большинство активных представителей которой в ходе Революции и Гражданской войны на территории Украины примкнуло к Белому движению и оказалось в эмиграции, остальная часть приняла условия победившей советской стороны, которая не признавала легитимности понятия малороссы.
Согласно свидетельствам А. И. Миллера, в ходе Всесоюзной переписи 1926 года переписчикам было дано указание не записывать опрашиваемых малороссами, а только украинцами либо русскими. В советский период, в условиях появления Украинской Социалистической Советской Республики (УССР), и развёрнутых в её пределах политики коренизации партийного аппарата и украинизации, понятие малоросс оказалось в числе запрещённых и неиспользуемых в официальной терминологии и постепенно оказалось утрачено, а в качестве господствующего представления проживающего в УССР населения утвердилось понятие украинец. В определении Толкового словаря русского языка Д. Н. Ушакова, малоросс — шовинистическое название украинца.

## В современном мире
В настоящее время в русском языке понятие малоросс часто рассматривается как устаревшее определение украинца. В украинском языке чёткое определение понятия малоросс (укр. малорос) отсутствует, и не просматривается в дореволюционных вариантах языка (в частности, его нет в двух наиболее полных и авторитетных дореволюционных словарях украинского языка — «Словаря українськoї мови» Бориса Гринченко и «Малорусько-німецького словаря» Евгения Желеховского). Согласно выводам советских лингвистов, это слово проникло в украинский язык из русского и «представляет собой в современном украинском языке своеобразный экзотизм, отражающий действительность дореволюционной России, в частности, бытовавшие в официальном употреблении этнонимы»:151.

## Современные дискурсы
Многими современными исследователями признаётся, что неоднозначность понятийной ситуации вокруг категории малоросс создаёт необычайное напряжение и динамику при попытке научного исследования данного понятия. Существование понятия малоросс в пространстве и времени, в которых стратегии идентификации являются полем ожесточённой борьбы в сложных структурах взаимодействия, превращает его в проблему многих параллельных дискурсов идентичности. При этом выделяются такие основные дискурсы, как «внутренний» дискурс (вопрос малороссийской идентичности), русский или великорусский, украинский (наиболее ожесточённый по отношению к понятию), польский и другие.

### Современная
- Котенко А. Л., Мартынюк О. В., Миллер А. И. "Малоросс": эволюция понятия до Первой мировой войны // Новое литературное обозрение : журнал ВАК РФ. — 2011. — Вып. 2 (108). — С. 9—27. — ISSN 0869-6365. Архивировано 13 декабря 2013 года.
- Малороссы vs украинцы: Украинский вопрос в науке, государственной и культурной политике Российской империи и СССР. Очерки / под ред. Е. Ю. Борисёнка, М. В. Лескинен. — М.: Институт славяноведения РАН, 2018. — 528 с.
- Марчуков А. В. Украина в русском сознании. Николай Гоголь и его время. — М., 2011. — 294 с.: илл. — ISBN 978-5-91887-017-4 PDF
- Kamusella Tomasz. The Change of the Name of the Russian Language in Russian from Rossiiskii to  Russkii: Did Politics Have Anything to Do with It? (англ.) // ACTA SLAVICA IAPONICA : International and Interdisciplinary Journal of the Study of Russia, Eastern Europe, the Caucasus, and Central Asia.. — Hokkaido: Slavic Research Center, Hokkaido University, 2012. — Iss. 32. — P. 73—97.

### XIX-начало XX века
- Бантыш-Каменский Д. Н. История Малой России. — М.: Тип. Семёна Селивановского, 1830. ИсточникиТекст
- Березин Н. Украина : Малороссы, их страна, быт и прошлое. — Санкт–Петербург: тип. Спб. АО "Слово", 1907. — 128 с.
- Миллер Г. Ф. О малороссийском народе и запорожцах // Миллер Г. Ф. Исторические сочинения о Малороссии и малороссиянах Г. Ф. Миллера, бывшего историографа российского, писанные на русском и немецком языках и хранящиеся в Московском Главном архиве Министерства иностранных дел. М., 1846.
- Паули Густав-Теодор. Этнографическое описание народов России / Description ethnographique des peuples de la Russie. СПб.: Тип. Ф. Беллизард, 1862. — 310 с. Руниверс